# Le Jardin
Le Jardin – miejscowość i gmina we Francji, w regionie Nowa Akwitania, w departamencie Corrèze.
Według danych na rok 1990 gminę zamieszkiwało 71 osób, a gęstość zaludnienia wynosiła 6 osób/km² (wśród 747 gmin Limousin Le Jardin plasuje się na 527. miejscu pod względem liczby ludności, natomiast pod względem powierzchni na miejscu 518.).